# Alberto Brignoli
Alberto Brignoli (Trescore Balneario, 19 de agosto de 1991) é um futebolista italiano que atua como goleiro. Atualmente está no AEK Atenas.